# Fivebrane-Struktur
Eine Fivebrane-Struktur (deutsch Fünfbranen-Struktur) ist eine spezielle tangentiale Struktur auf einer glatten Mannigfaltigkeit, also definiert über ihr Tangentialbündel, oder allgemeiner sogar eine Struktur auf einem beliebigen Vektorbündeln über parakompakten Räumen. Zugrundeliegend ist dabei die Fivebrane-Gruppe, die 7-zusammenhängende Überlagerung der orthogonalen Gruppe aus ihrem Whitehead-Turm, deren klassifizierender Raum zur Beschreibung aller Vektorbündel dient. Fivebrane-Strukturen werden dadurch insbesondere zu Spezialfällen von Orientierbarkeit. Eine glatte Mannigfaltigkeit mit einer Fivebrane-Struktur wird Fivebrane-Mannigfaltigkeit genannt. Eine Fivebrane-Struktur ist ein Spezialfall einer String-Struktur und dadurch insbesondere einer Orientierung sowie eine Verallgemeinerung einer Ninebrane-Struktur. Ihre Benennung stammt von der Verwendung in der M-Theorie, einer gemeinsamen Verallgemeinerung von fünf Stringtheorien, insbesondere bei der Beschreibung von M5-Branen.

## Definition
Ein {\displaystyle n}-dimensionales Vektorbündel {\displaystyle E\twoheadrightarrow X} mit {\displaystyle X} parakompakt kann über den Rückzug des universellen Vektorbündels alternativ durch die Homotopieklasse einer stetigen Abbildung {\displaystyle f\colon X\rightarrow \operatorname {BO} (n)} mit {\displaystyle E=f^{*}\gamma _{\mathbb {R} }^{n}} beschrieben werden. (Dabei ist {\displaystyle [X,\operatorname {BO} (n)]\rightarrow \operatorname {Vect} _{\mathbb {R} }^{n}(X),[f]\mapsto f^{*}\gamma _{\mathbb {R} }^{n}} eine Bijektion.) Diese kann über die von der Überlagerung {\displaystyle p\colon \operatorname {Fivebrane} (n)=\operatorname {O} (n)\langle 8\rangle \twoheadrightarrow \operatorname {O} (n)} der Fivebrane-Gruppe induzierte Abbildung {\displaystyle {\mathcal {B}}p\colon \operatorname {BFivebrane} (n)=\operatorname {BO} (n)\langle 9\rangle \rightarrow \operatorname {BO} (n)} faktorisieren. Eine sich dabei ergebende stetige Abbildung {\displaystyle {\widehat {f}}\colon X\rightarrow \operatorname {BFivebrane} (n)}, also mit einer Homotopie {\displaystyle f\simeq {\mathcal {B}}p\circ {\widehat {f}}}, wird Fivebrane-Struktur genannt. Insbesondere für eine glatte Mannigfaltigkeit {\displaystyle X} wird eine Fivebrane-Struktur ihres Tangentialbündels {\displaystyle TX\twoheadrightarrow X} auch einfach Fivebrane-Struktur der Mannigfaltigkeit genannt.
In beiden Fällen wird häufig auch auf das stabile Vektorbündel übergegangen, also über die kanonischen Inklusionen {\displaystyle \operatorname {BO} (n)\hookrightarrow \operatorname {BO} } und {\displaystyle \operatorname {BFivebrane} (n)\hookrightarrow \operatorname {BFivebrane} } auf die induktiven Limiten und entsprechend auf die klassifizierende Abbildung {\displaystyle X\rightarrow \operatorname {BO} } und eine Hochhebung {\displaystyle X\rightarrow \operatorname {BFivebrane} }.

## Beispiele
Zu den Fivebrane-Mannigfaltigkeiten gehören:
- {\displaystyle G_{2}/T} mit einem maximalen Torus {\displaystyle T<G_{2}}[3]

## Eigenschaften
- Für eine Fivebrane-Mannigfaltigkeit {\displaystyle X} ist der Kohomologiering {\displaystyle H^{*}(X,\mathbb {Z} _{2})} Poincaré-selbstdual bezüglich der Steenrod-Algebra {\displaystyle {\mathcal {A}}(3)_{2}} und der Kohomologiering {\displaystyle H^{*}(X,\mathbb {Z} _{5})} Poincaré-selbstdual bezüglich der Steenrod-Algebra {\displaystyle {\mathcal {A}}(1)_{5}}.[4]